# Ильммюнстер
Ильммюнстер (нем. Ilmmünster) — община в Германии, в земле Бавария. 
Подчиняется административному округу Верхняя Бавария. Входит в состав района Пфаффенхофен-на-Ильме. Подчиняется управлению Ильммюнстер.  Население составляет 2102 человека (на 31 декабря 2010 года). Занимает площадь 13,89 км².